# وسط نورفولك (دائرة انتخابية في المملكة المتحدة)
وسط نورفولك  (بالإنجليزية: Mid Norfolk)‏ هي إحدى الدوائر الانتخابية في المملكة المتحدة الممثلة في مجلس العموم في برلمان المملكة المتحدة.
عضو البرلمان الذي يمثلها حالياً هو :Mr Keith Simpson (Con).